# Tendinopatia del sovraspinato
Con la locuzione tendinopatia del sovraspinato si indica il quadro anatomo-patologico e clinico caratterizzato da una sofferenza del tendine del muscolo sovraspinato alla sua inserzione sull'omero. Essa rappresenta la causa principale della sindrome da conflitto della cuffia dei rotatori. 
Le cause della tendinopatia si suddividono in intrinseche ed estrinseche; queste ultime possono essere rappresentate da un sovraccarico a livello sottoacromiale o a livello della cuffia dei rotatori.
Il quadro è tipico dell'età adulta e matura e risente del sovraccarico funzionale della struttura per motivi lavorativi o sportivi.
In particolare è noto che i movimenti ripetitivi e forzati dell'arto superiore al di sopra della testa (come accade in alcuni sportivi, ad esempio nei nuotatori), possono provocare instabilità delle strutture capsuloligamentose della spalla mediante un loro graduale stiramento, soprattutto a livello antero-inferiore.